# Anna själv tredje (musikgrupp)
Anna själv tredje var en musikgrupp som bildades 1971 i Göteborg.
Anna själv tredje bildades av Mikael Bojén (keyboards, gitarr) och Ingemar Ljungström (keyboards) och tidvis ingick även andra medlemmar. När bandet 1977 gav ut sitt enda album Tussilago fanfara (Silence Records SRS 4646) bestod dock gruppen endast av de två ursprungsmedlemmarna. Deras syntheziserbaserade musik blandar medeltida och samtida teman. Ljungström har senare samarbetat med Dan Söderqvist från Älgarnas trädgård i synthbanden Cosmic Overdose och Twice a Man, då under artistnamnet Karl Gasleben.